# Ацел
Ацел (рум. Ațel) — село у повіті Сібіу в Румунії. Адміністративний центр комуни Ацел.
Село розташоване на відстані 229 км на північний захід від Бухареста, 48 км на північний схід від Сібіу, 95 км на південний схід від Клуж-Напоки, 104 км на північний захід від Брашова.

## Населення
За даними перепису населення 2002 року у селі проживали 1309 осіб.
Національний склад населення села:
| Національність   | Кількість осіб | Відсоток |
| ---------------- | -------------- | -------- |
| румуни           | 1095           | 83,7%    |
| цигани           | 116            | 8,9%     |
| німці            | 60             | 4,6%     |
| угорці           | 31             | 2,4%     |
| росіяни-липовани | 6              | 0,5%     |

Рідною мовою назвали:
| Мова      | Кількість осіб | Відсоток |
| --------- | -------------- | -------- |
| румунська | 1236           | 94,4%    |
| німецька  | 50             | 3,8%     |
| угорська  | 17             | 1,3%     |
| російська | 6              | 0,5%     |